# Silverbröstad brednäbb
Silverbröstad brednäbb (Serilophus lunatus) är en asiatisk fågel i familjen praktbrednäbbar med vid utbredning i Sydostasien.

## Utseende
Silverbröstad brednäbb är en 18 cm lång grå- och rostfärgad fågel med rätt kraftig och mycket bred blå näbb och en lös tofs. Den är silvergrå på undersidan med svart ögonbrynsstreck, grå rygg med beige eller rostfärgad anstrykning, mörka vingar med blå vingspegel, mörk stjärt och rostfärgade tertialer. Gråtyglad brednäbb, tidigare behandlad som underart, är mycket lik men skiljer sig något genom sotfärgat ögonbrynsstreck, avsaknad av beige- eller rostfärgad anstrykning ovan, mörkare grå undersida, mindre blått på vingen och vita fläckar på armpennornas ytterfan.

## Utbredning och systematik
Silverbröstad brednäbb delas in i sju underarter med följande utbredning:
- Serilophus lunatus elisabethae – centrala Myanmar till nordöstra Thailand, norra och centrala Laos, norra Vietnam samt södra Kina; även sydöstra Thailand och Kambodja
- Serilophus lunatus polionotus – Hainan
- Serilophus lunatus lunatus – södra Myanmar och angränsande nordvästra Thailand
- Serilophus lunatus impavidus – södra Laos
- Serilophus lunatus stolidus – sydvästra Thailand och Malackahalvön förutom allra längst i söder.
- Serilophus lunatus rothschildi – bergstrakter på södra delen av Malackahalvön
- Serilophus lunatus intensus – bergstrakter på Sumatra

Gråtyglad brednäbb (Serilophus rubropygius) kategoriserades tidigare oftast som underart till silverbröstad brednäbb, men urskiljs som egen art av Birdlife International och IUCN, sedan 2023 även av International Ornithological Congress.

### Familjetillhörighet
Familjerna praktbrednäbbar (Eurylaimidae) och grönbrednäbbar (Calyptomenidae) behandlades tidigare som en och samma familj, Eurylaimidae, med det svenska trivialnamnet brednäbbar. Genetiska studier visar att de inte är varandras närmaste släktingar.

## Status
IUCN kategoriserar den som livskraftig.